# Mayumi Shō
Mayumi Shō (荘 真由美 Shō Mayumi?, Tokio, 5 de febrero de 1965) es una actriz de voz japonesa. Ha trabajado en Aoni Production y está ahora trabajando en Kekke Corporation. Está casada con el actor de voz Keiichi Nanba.

## Papeles de voz

### Animación para televisión
- Adventures of the Little Koala (1984) (Mimi)
- High School! Kimengumi (1985) (Kiri Ichidou)
- Dragon Ball (1986) (Chi-Chi)
- Maison Ikkoku (1986) (Ikuko Otonashi)
- Mobile Suit Gundam ZZ (1986) (Haro y Qum)
- Lady!! (1987) (Mary Wavebury)
- Mujercitas (1987) (Beth March)
- Kiteretsu (1988) (Miyoko Nonoka (Primera voz))
- Oishinbo (1988) (Yūko Kurita)
- Dragon Ball Z (1989) (Chi-Chi (1ª voz))
- Zatch Bell! (2003) (Madre de Sherry)
- Futari wa Pretty Cure (2004) (Rie Misumi)
- NHK ni Yōkoso! (2006) (Satou Shizue)
- Lovely Complex (2007) (Mujer de Umibozu)

### OVA
- Fight! Iczer One (1985) (Nagisa Kanou)
- Dancouga – Super Beast Machine God (1985) (Sayuri Michinaga)
- Megazone 23 (1985) (Mai Yumekano)
- Dangaioh (1987) (Mia Alice)
- Appleseed (1988) (Hitomi)
- Hades Project Zeorymer (1988) (Yuratei)

### Animación para teatro
- Lupin III: The Plot of the Fuma Clan (1987) (Murasaki Suminawa)
- Saint Seiya: The Movie (1987) (Eri Aizawa)
- Mobile Suit Gundam: Char's Counterattack (1988) (Cheimin Noa)
- Dragon Ball Z: Dead Zone (1989) (Chi-Chi)
- Dragon Ball Z: The World's Strongest (1990) (Chi-Chi)
- Dragon Ball Z: The Tree of Might (1990) (Chi-Chi)
- Doraemon: Nobita Drifts in the Universe (1999) (Freyja)

### Videojuegos
- Golden Axe (1989) (Princesa consorte)
- Ys I y II (1989) (Reah)
- Death Bringer (1992) (Claudia)
- Final Zone II (2000) (Ling Momoko)
- Dragon Ball Z: Budokai (2003) (Chi-Chi)

### Doblaje
- Die unendliche Geschichte (La Princesa Infantil (Tami Stronach))